# Palacio El Rincón
El palacio de El Rincón es un edificio de carácter histórico situado en el municipio español de Aldea del Fresno, en la Comunidad de Madrid. Se trata de un edificio de aires medievales levantado a modo de fortaleza ajardinada. Se encuentra ubicado en la ribera del río Alberche. 

## Historia
El palacio data del 1862. En sus inicios fue propiedad del banquero Juan Manuel de Manzanedo y González, duque de Santoña. Tras el estallido de la Guerra Civil, las fuerzas republicanas se hicieron con el control del edificio y llegó a ser empleado como hospital militar. También llegó a fungir como cuartel general de Francisco Franco en 1937, durante el transcurso de la batalla de Brunete. La propiedad del palacio pasaría posteriormente a manos del marqués de Griñón y su familia.
A lo largo de su historia el recinto ha ejercido como espacio de reunión para figuras de la aristocracia y la alta sociedad que acudían a cacerías. También ha servido de escenario para el rodaje de algunas películas, como es el caso de La escopeta nacional (1978) o Mientras dure la guerra (2019).

## Arquitectura
Este edificio inspiró al arquitecto catalán Joaquín José García de Alcañiz para diseñar el edificio del ayuntamiento de Parets (Barcelona), con el que guarda cierto parecido.